# Cochem
Cochem is een stad aan de Moezel in Duitsland, gelegen in de deelstaat Rijnland-Palts. De stad telt 5.256 inwoners. Cochem is de hoofdplaats van de Landkreis Cochem-Zell. Het stadsbeeld van Cochem wordt gedomineerd door het bergslot en is vrij toeristisch gericht. In het verleden werd de plaatsnaam ook wel gespeld als Kochem. 

## Geschiedenis
De Rijksburcht Cochem werd gebouwd in de 12e en 13e eeuw en diende ter verdediging van de stad en de rivier de Moezel. Cochem maakte eeuwenlang deel uit van het aartsbisdom Trier. Tijdens de Negenjarige Oorlog werd Cochem in 1689 grotendeels verwoest door de troepen van Lodewijk XIV, waaronder ook de burcht. De heropbouw van de stad verliep moeizaam. Een eeuw later, na de Vrede van Bazel (1795), kwam de stad net als de rest van de hele Moezelstreek onder Frans revolutionair bestuur. In 1801 verbleef Napoleon Bonaparte kortstondig in Cochem tijdens zijn oorlogen met de Duitse landstaten.

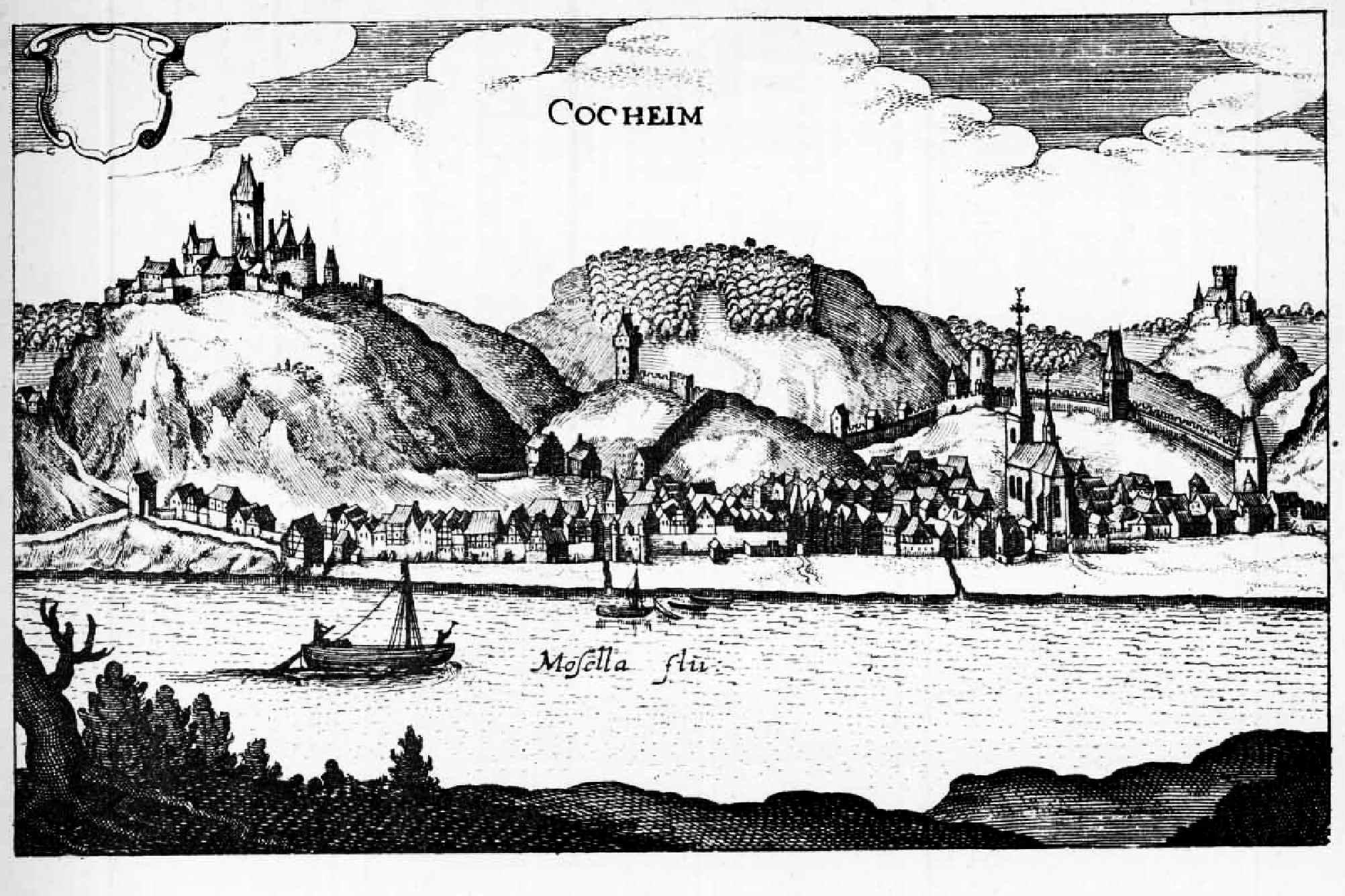
Cochem in 1646

Na het Congres van Wenen, in 1815 werd Cochem onderdeel van de Pruisische Rijnprovincie. In 1868 werd de verwoeste burcht gekocht en gerestaureerd door de Berlijnse zakenman Ravené, een zo geheten Kommerzienrat die het als zomerverblijf gebruikte. Anno 2024 is de burcht eigendom van de stad.
De Cochemer rechtbank is internationaal bekend van het Cochemer model, een werkwijze voor familierechtelijke kwesties.

## Stadsdelen
Cochem bestaat uit de volgende stadsdelen:
- Cochem
- Cond
- Sehl
- Brauheck

## Bezienswaardigheden
In de gemeente bevinden zich onder andere de volgende bezienswaardigheden:
- Sint-Martinuskerk
- Rijksburcht Cochem
- Wild- und Freizeitpark Klotten

## Afbeeldingen

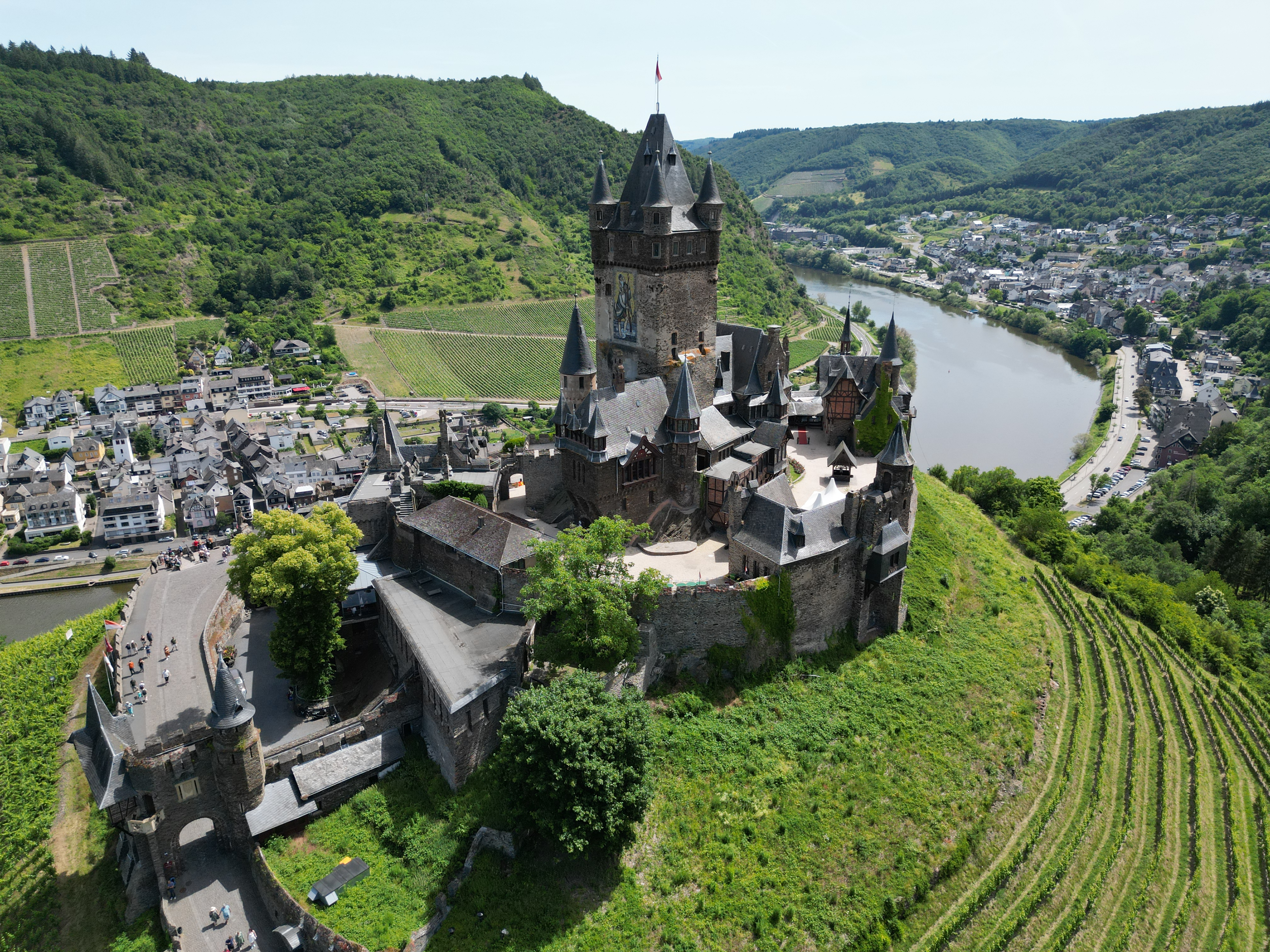
Rijksburcht
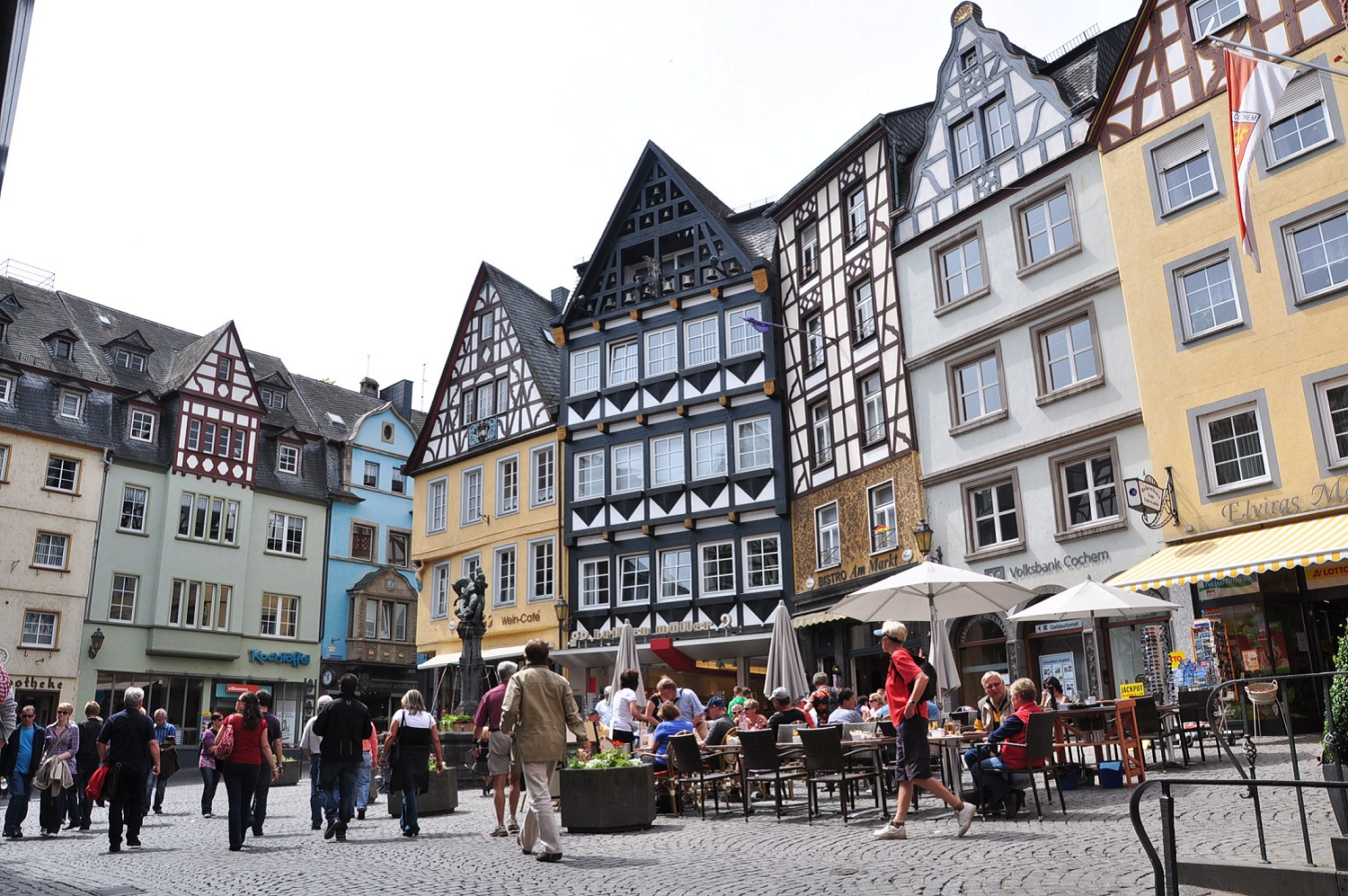
Marktplein
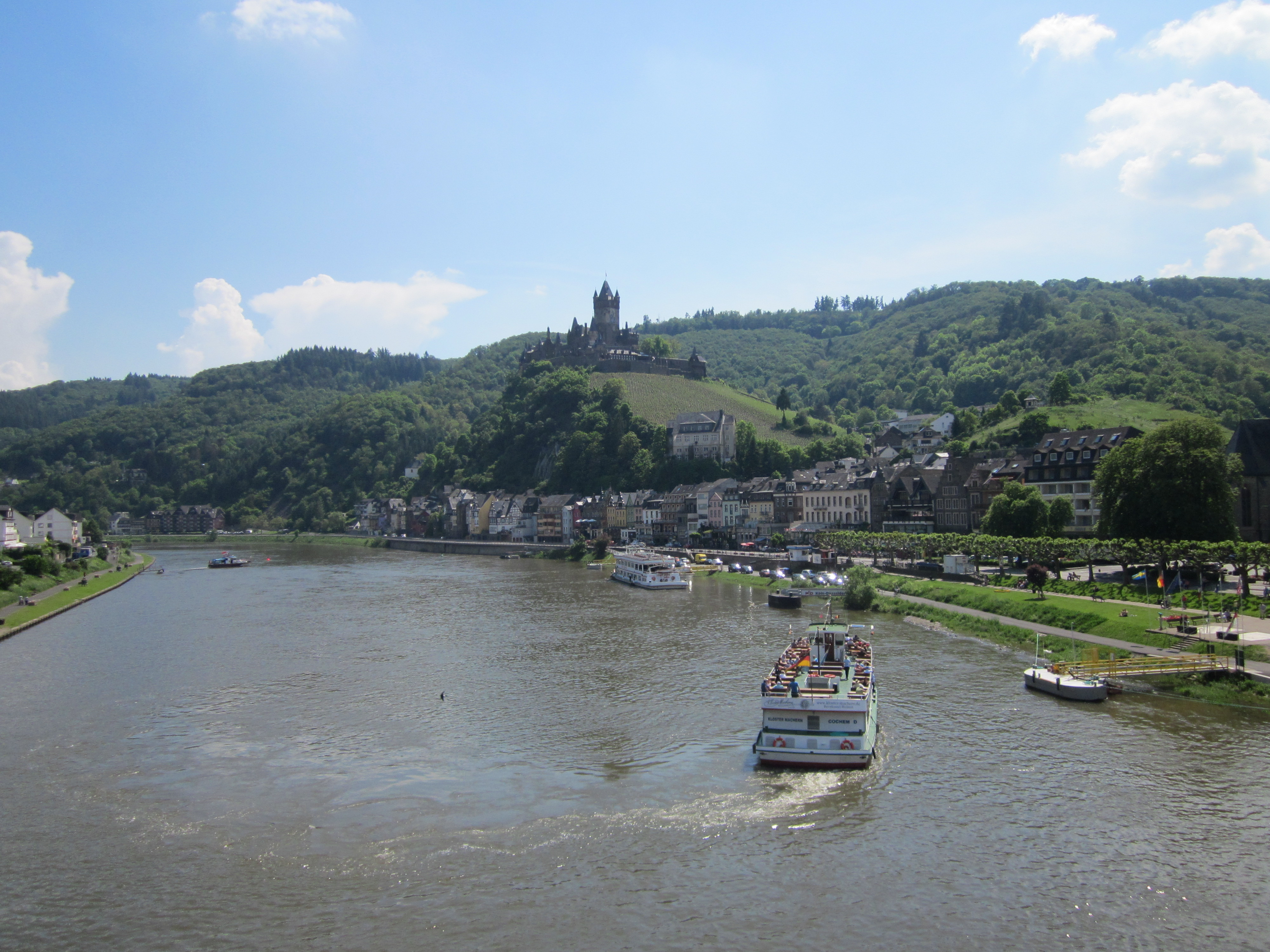
Burcht gezien vanaf Brücke
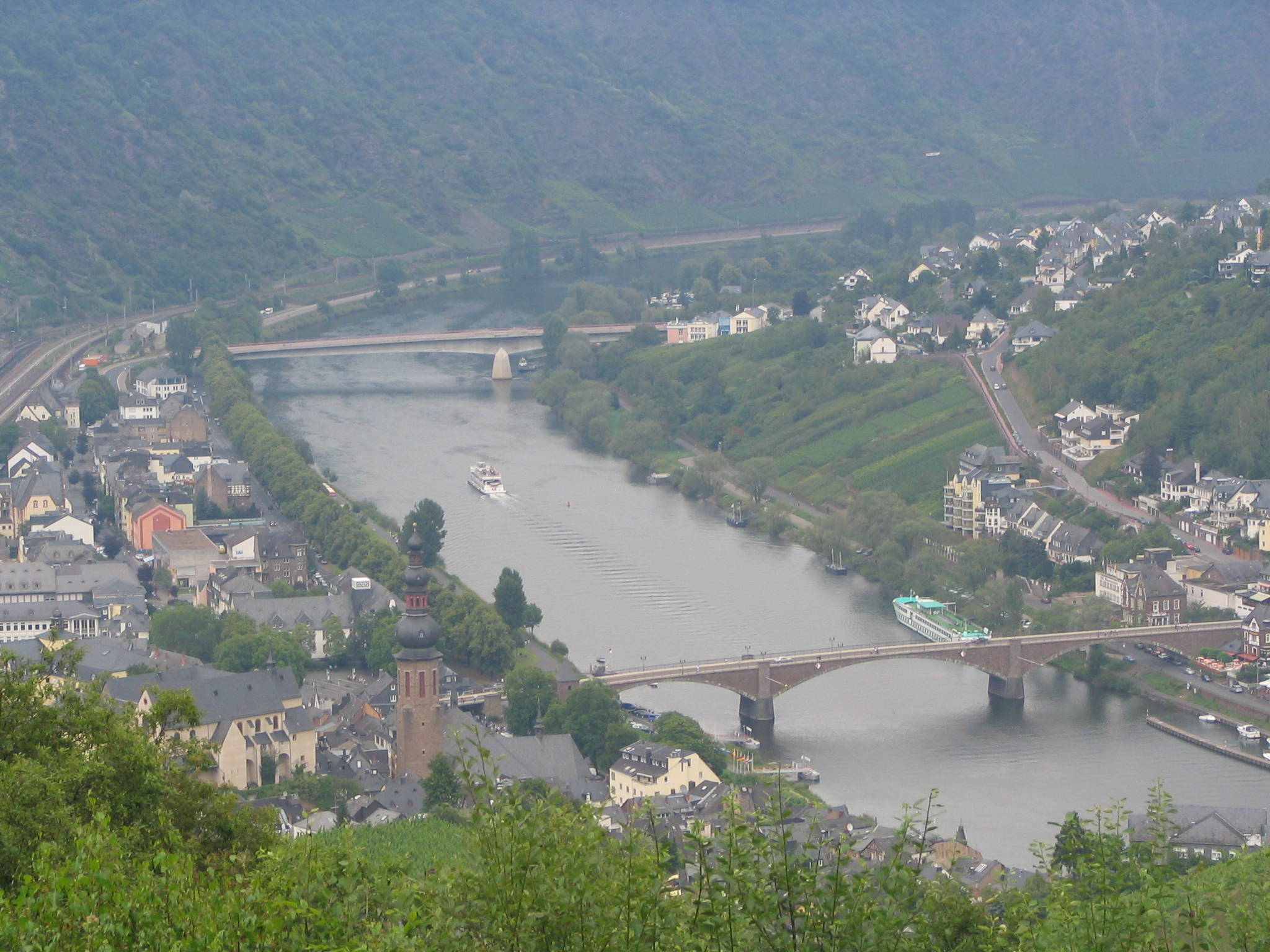
Moezel bij Cochem
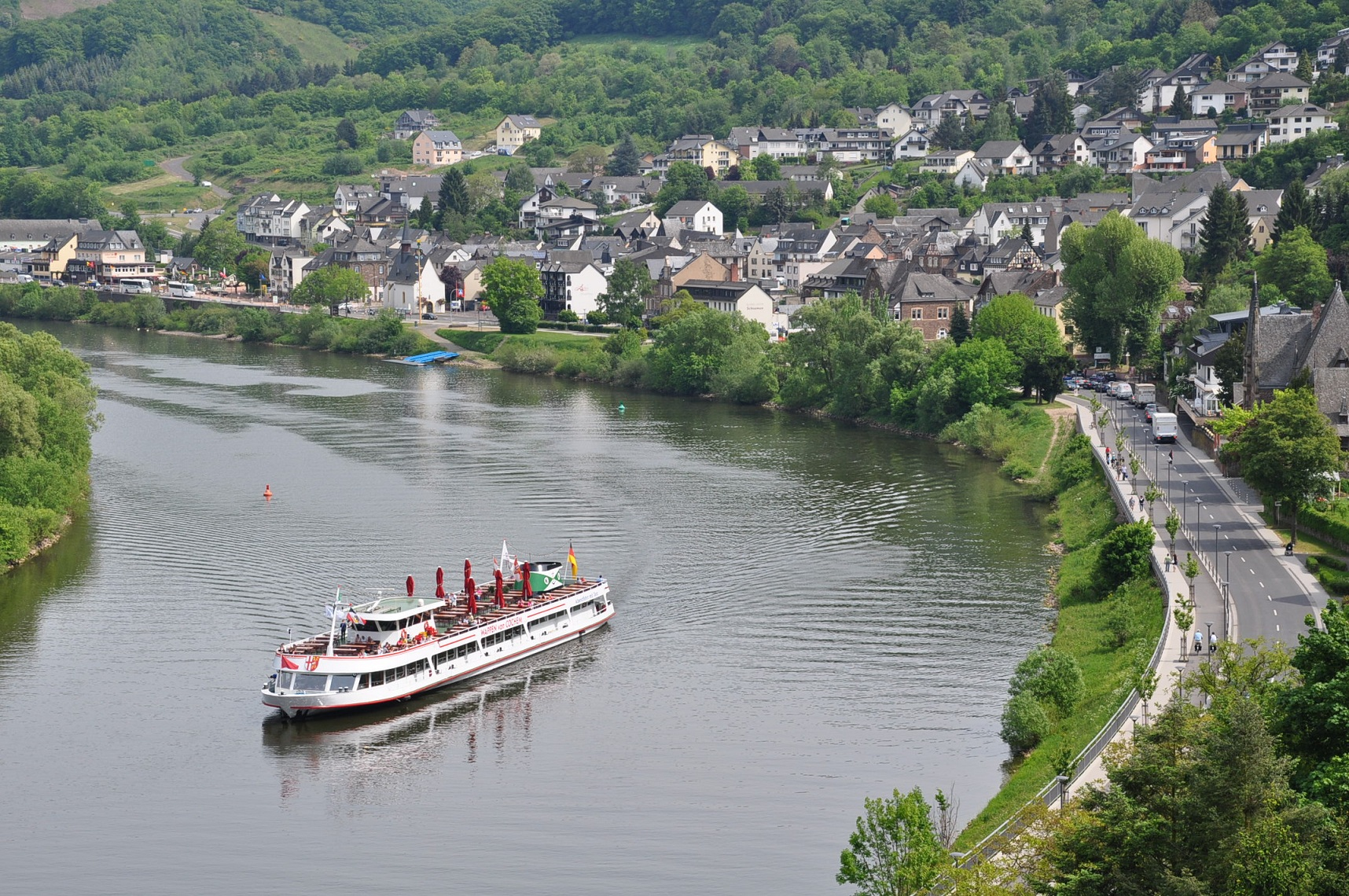
Stadsdeel Sehl

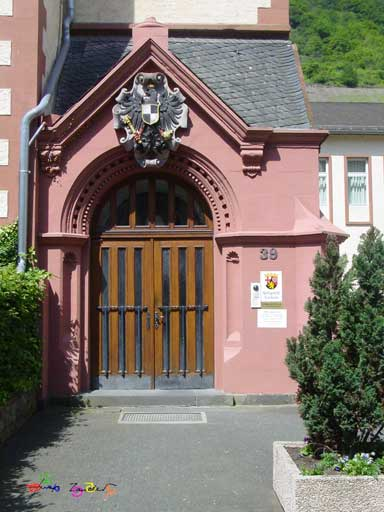
Cochemer Ambtsgericht